# União de Utreque

Mapa dos Países Baixos em 1578. União de Utreque e União de Arras ou Atrecht

A União de Utreque (Utrecht) foi um acordo assinado na cidade holandesa de Utreque, em 23 de Janeiro de 1579, entre as províncias rebeldes dos Países Baixos - naquele tempo em conflito com a coroa espanhola durante a guerra dos 80 anos. É considerada como a origem da República das Províncias Unidas, embora esta não fosse reconhecida oficialmente até a assinatura da Paz de Vestefália, em 1648.
Depois da assinatura de 5 de Janeiro do mesmo ano da União de Atrecht por parte de algumas províncias do sul, em apoio à coroa espanhola, as províncias do norte lideradas por Guilherme I, Príncipe de Orange reagiram assinando a União de Utreque. O documento reconhecia o direito de cada província a manter as suas tradições; a união militar de todas elas. Embora se reconhecesse a coroa espanhola como governante das províncias, o acordo deteriorou muito as relações com o rei.
Entre Janeiro de 1579 e Abril de 1581 assinaram a União os seguintes territórios:
- A província da Holanda.
- A província da Zelândia.
- O bispado de Utreque.
- O ducado de Gueldres.
- A província de Groninga.
- A província de Frísia.
- A província de Drente.
- A província de Overissel.
- O ducado de Brabante.
- O condado da Flandres.

Depois de declarar Guilherme de Orange fora da lei e pôr a prémio a sua cabeça, as mesmas províncias declararam independência formal mediante a Acta de abjuração, assinada em Haia, a 26 de Julho de 1581.

## História da assinatura do tratado de Utreque
No século XVI, as diferenças entre as províncias do Sul e do Norte dos Países Baixos eram evidentes e estavam em diversas facetas da sociedade, abarcando a vida econômica, a religião e a formação política, enquanto o Sul era mais católico e não tinha uma centralidade tão forte, o Norte era o oposto, por exemplo. Nesse contexto, com o domínio dos Países Baixos, consolidado em 1543, as ações da coroa espanhola  buscavam empregar maior centralidade em relação a organização política, além de tentar instaurar a inquisição, o que incomodou principalmente as províncias do Norte, alimentando a insatisfação. Esse conflito escalou para uma guerra civil entre rebeldes e monarquistas, separando as províncias do Sul e do Norte.
Desse modo, o avanço espanhol nas províncias do Sul em 1579 trouxe preocupação as províncias do Norte em relação a uma possível incapacidade militar provocada por ações separadas. É nessa situação que surge a ideia de uma possível união política e militar entre as províncias do Norte, culminando na União de Utrecht (1579), que para alguns historiadores, como Jonathan Israel demarcaria o momento de uma formação mais unida das províncias do Norte, . Essa aliança militar, além de promover a defesa mútua, se comprometeu a proteger o Calvinismo, justamente por pensar que a Espanha estaria agindo em vias contrárias à liberdade religiosa. Dessa forma, esse passo, que preservara a soberania das províncias, mas que dava um tipo de unidade militar a elas, seria improvável antes da presença espanhola, que tanto agiu como se elas formassem uma unidade quanto as forçou a agirem em conjunto. 
Contudo, a efetivação dessa União não foi fácil, tanto por questões religiosas, em meio as disputas entre católicos e calvinistas, quanto porque muitas províncias tinham receio de perder sua soberania, já que a Holanda se mostrava muito forte e buscava de fato ter mais poder dentre as províncias do Norte, como mostra uma visão embrionária da União feita em 1578 que efetivava esses medos. Mas, em janeiro de 1579 havia uma noção clara da necessidade da consolidação dessa União, o que não impediu que ela fosse contestada, de modo que as províncias foram assinando aos poucos, tendo em vista os receios entorno das consequências do estabelecimento da União. Um exemplo disso é a província de Gelderland, que assinou em maio de 1579, em que monarquistas  e anti-Holanda foram firmes em sua posição contra a assinatura, justamente por ir contra a dominância holandesa e a impossibilidade de poder negociar diretamente com a Espanha . 

## Tolerância religiosa
A União de Utreque permitiu total liberdade pessoal de religião e foi, portanto, um dos primeiros éditos ilimitados de tolerância religiosa. Uma declaração adicional permitiu que as províncias e cidades que desejassem permanecer católicas romanas aderissem à União.